# Red Heat
Red Heat ist ein US-amerikanischer Actionfilm aus dem Jahr 1988. Der Regisseur ist Walter Hill, das Drehbuch schrieben Walter Hill, Harry Kleiner und Troy Kennedy Martin. Die Hauptrollen spielten Arnold Schwarzenegger und James Belushi.

## Handlung
Der sowjetische Polizist Ivan Danko will den georgischen Drogendealer Viktor Rostavilli, genannt „Rosta“, verhaften und stellt ihn und einige kriminelle Gefolgsleute während einer Razzia in einem Restaurant. Während Danko die Bande dingfest machen kann, verfolgt sein Freund und Partner Yuri den flüchtigen Rosta – und wird dabei erschossen. Rosta setzt sich daraufhin mit zwei russischen Handlangern in die USA ab, wo er wenig später wegen einer Bagatelle in Chicago verhaftet wird. Danko reist in die Staaten, um Rosta in die Heimat zu überführen, und arbeitet in diesem Zusammenhang mit den beiden Großstadtcops Tom Gallagher und Art Ridzik zusammen.
Die eigentlich einfache Übergabe Rostas endet in einem Schusswechsel mit einer Verbrecherbande, die den Dealer befreit und Ridziks Partner Gallagher tötet. Notgedrungen müssen der korrekte und linientreue Russe Danko und der schmuddelige und an den Grenzen der Legalität operierende US-Amerikaner Ridzik nun zusammenarbeiten, um Rosta wieder aufzuspüren und ihn seiner gerechten Strafe zuzuführen.
Im Zuge der Ermittlungen stellen sich Rostavilis Befreier als Mitglieder der Clean Heads heraus, einer Bande von kahlköpfigen Afroamerikanern, die von dem blinden Abdul Elijah aus dem Gefängnis heraus geleitet werden. Rosta hatte mit Elijah einen Deal über eine große Drogenlieferung im Wert von 5 Millionen US-Dollar, die dieser über das Netz seiner Heimat in die UdSSR überführen wollte. Der Aufbewahrungsort des Geldes ist unbekannt, lediglich ein geheimnisvoller Schlüssel, den Viktor verloren hat, bleibt als einziger Anhaltspunkt.
Während der aus der Not geborenen Kooperation kommen Ridzik und Danko, die sich inzwischen freundschaftlich immer mehr annähern, immer einen Schritt zu spät, da ihre möglichen Auskunftspersonen – zunächst Rostas Partner und dann seine Ehefrau Cat Manzetti – von dem georgischen Dealer ermordet werden und Rosta zudem wieder in Besitz des Schlüssels kommt. Als Ridzik der Fall entzogen wird und Danko die unfreiwillige Abschiebung in die Sowjetunion droht, erfahren die beiden bei Ridziks Ex-Schwager, der einen Schlüsseldienst betreibt, die Herkunft des Schlüssels: Er gehört zu einem Schließfach am städtischen Busbahnhof.
Ridzik und Danko stellen Viktor daraufhin eine Falle und können diesen sowie das Geld und die Drogenlieferung in Beschlag nehmen. Dabei gelingt Rosta die Flucht in einem Bus, Ridzik und Danko nehmen die Verfolgung ebenfalls in einem Bus auf. Die sich anschließende Jagd führt durch die halbe Stadt und endet nach etlichen Karambolagen in einem Duell, bei dem sich beide Busse gegenüberstehen. Während Ridzik im letzten Moment das Lenkrad herumreißt und ihr Fahrzeug zum Umkippen bringt, wird Rostas Bus auf einem Bahnübergang von einer Lok gerammt und zerstört. Danko stöbert Rosta in den Überresten seines Busses auf und kann ihn letztendlich mit Ridziks Waffe erledigen.
Am Ende verabschieden sich die beiden Polizisten trotz ihrer verschiedenen Weltanschauungen auf dem Flughafen als Freunde und tauschen ihre Armbanduhren (Rolex gegen „Zwanzig-Dollar-Wecker aus der DDR“) aus.

## Synchronisation
Die deutsche Synchronisation entstand nach einem Dialogbuch und der Dialogregie von Pierre Peters-Arnolds im Auftrag der cine - adaption GmbH Film- und Fernsehsynchronisation.
| Darsteller                | Sprecher              | Rolle                    |
| ------------------------- | --------------------- | ------------------------ |
| Arnold Schwarzenegger     | Thomas Danneberg      | Capt. Ivan Danko         |
| Jim Belushi               | Ulrich Gressieker     | Det. Sgt. Arthur Ridzik  |
| Brent Jennings            | Charles Muhamed Huber | Abdul Elijah             |
| Gina Gershon              | Andrea L'Arronge      | Catherine 'Cat' Manzetti |
| Peter Boyle               | Fred Maire            | Cmdr. Lou Donnelly       |
| Richard Bright            | Reinhard Glemnitz     | Det. Sgt. Tom Gallagher  |
| Allan Graf                | Michael Gahr          | Gefängniswärter          |
| Jonathan Tate             | Gudo Hoegel           | Glatzkopf                |
| Christopher Anthony Young | Jan Odle              | Hooligan                 |
| Kurt Fuller               | Ulrich Frank          | Kriminalbeamter          |
| Laurence Fishburne        | Bernd Stephan         | Lt. Charlie Stobbs       |
| Pruitt Taylor Vince       | Michael Brennicke     | Nachtportier             |
| Gigi Vorgan               | Marion Hartmann       | Officer Audrey           |
| Mike Hagerty              | Michael Rüth          | Pat Nunn                 |
| Gretchen Palmer           | Madeleine Stolze      | Prostituierte            |
| J.W. Smith                | Ekkehardt Belle       | Salim                    |
| Brion James               | Christian Tramitz     | Streak                   |
| Peter Jason               | Ulrich Frank          | TV-Moderator             |
| Ed O’Ross                 | Donald Arthur         | Viktor 'Rosta' Rostavili |

## Kritiken
Der Film erhielt überwiegend positive Kritiken. Das Filmkritik-Portal Rotten Tomatoes gibt für den Film 67 % positive Rezensionen an und er hat einen Metascore von 61 von 100 bei Metacritic.

„Spannend und effektvoll inszenierter Kriminalfilm, im Mittelpunkt die allmählich wachsende Freundschaft zweier grundverschiedener Charaktere; mit Witz, aber auch harten Actionszenen aufbereitet.“

„Alles in allem kann ‚Red Heat‘ als Bier-und-Chips-Männer-Film ohne großen Anspruch durchgehen.“

„Action-Feuerwerk mit geistreichen Dialogen.“